# Новинар
Новинар или журналиста (фр. journaliste, од фр. journal – „новине”) је особа која се професионално бави прикупљањем вести. Hа пример: фотограф, репортер, уредник. Особа која се бави новинарством, тј. журналистиком. 